# Língua luxemburguesa

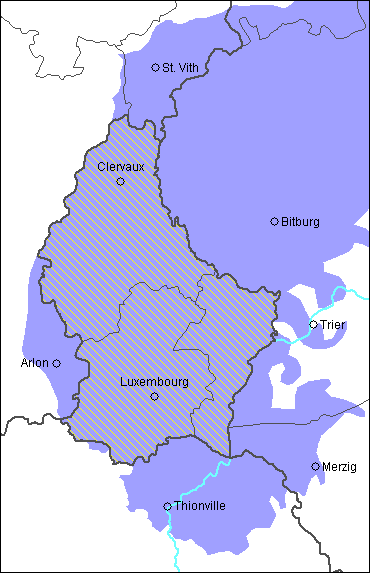
Distribuição do luxemburguês

O luxemburguês (Lëtzebuergesch) é uma língua germânica falada no Luxemburgo e nas regiões de fronteira deste país com a Bélgica, a Alemanha, França e nos Países Baixos. É uma língua do ramo germânico das línguas indo-europeias. O luxemburguês pertence ao grupo de idiomas do alto-alemão, como o alemão padrão.
Desde 1984, o luxemburguês é considerado língua oficial do Grão-Ducado de Luxemburgo. É utilizado por todos os nacionais e as atitudes em relação ao idioma são positivas. Variantes ocidentais e centrais são mais prestigiadas, setentrionais consideradas mais rurais, e as mais próximas da fronteira com a Bélgica têm abundantes empréstimos franceses. 99% dos falantes são letrados em francês e em alemão. Pertencendo ao grupo de idiomas do alto-alemão, de facto é considerado pela maioria dos línguístas como um dialecto alemão, aparentado aos dialectos da Renânia, com a particularidade de ter absorvido uma série de palavras do francês.
Como uma forma padrão da língua mosela francônia, o luxemburguês tem semelhanças com outras variedades do alto alemão e com o grupo mais amplo de línguas germânicas ocidentais. O estatuto do luxemburguês como língua oficial no Luxemburgo e a existência de um órgão regulador retiraram o luxemburguês, pelo menos em parte, do domínio do alemão padrão, o seu Dachsprache tradicional. Também está relacionado com o dialeto saxão da Transilvânia, falado pelos saxões da Transilvânia na Transilvânia, atual Romênia central.

## História
O luxemburguês foi considerado um dialeto alemão como muitos outros até a Segunda Guerra Mundial, mas depois passou pelo ausbau, criando sua própria forma padrão de vocabulário, gramática e ortografia, é,  portanto, visto hoje como uma língua independente. Como o luxemburguês tem, no máximo cerca de 285.000 falantes nativos, os recursos na língua, como livros, jornais, revistas, televisão, internet, etc., são limitados. Como a maioria dos luxemburgueses também fala alemão padrão e francês, há uma forte concorrência com esses idiomas, pois ambos possuem grandes recursos linguísticos. Por causa disso, o uso do luxemburguês permanece limitado.

## Família Linguística
O luxemburguês pertence ao grupo do centro-oeste alemão das línguas do alto alemão e é o principal exemplo de uma língua mosela francônica. Além disso, está intimamente relacionada com o dialeto saxão da Transilvânia, falado desde a Alta Idade Média pelos saxões da Transilvânia na Transilvânia, atual Romênia central.

## Vocabulário
LB | PT | DE (A notar que algumas palavras luxemburguesas não parecem similares ao alemão padrão, mas são-no normalmente em relação a alguns dialectos do oeste da Alemanha.)
- Jo | sim | ja
- Neen | não | nein
- Villäicht | talvez | vielleicht
- Moien | olá | hallo
- Gudde Moien | bom dia | guten Morgen
- Gudde Mëtteg | boa tarde | guten Tag
- Gudden Owend | boa noite | guten Abend
- Äddi | tchau | tschüss
- Bis muer | até amanhã | bis morgen
- Merci | obrigado | danke
- Villmools merci | muito obrigado | vielen Dank
- Firwat? | porquê? | warum?
- Ech weess nët | eu não sei | ich weiß nicht
- Ech verstinn nët | eu não entendo | ich verstehe nicht
- Watgelift? ou Entschëllegt? | Com licença? | Verzeihung?
- Schwätzt du Däitsch/Franséisch/Englesch? | Falas alemão/francês/inglês? | Sprichst du Deutsch/Französisch/Englisch?
- Wéi heeschs du? | Qual é o seu nome? | Wie heißt du?
- Wéi geet et? | Como estás? | Wie geht's?
- Politeschen Anstand | decência política | politischer Anstand
- Lëtzebuerger Land | Luxemburgo | Luxemburg
- Schéi Chrëschtdeeg | Feliz Natal | Frohe Weihnachten
- Esou | assim | so
- Fräi | livre | frei
- Heem | casa | Heim/Haus
- Ech | eu | ich
- An | em/de (local) | am
- Mäin | meu | mein
- Iesel | burro | Esel
- Mat | com | mit
- Kand | criança | Kind
- Wee | caminho | Weg
- Gromper | batata | Kartoffel
- Schlof gudd | Dorme Bem | Schlaf gut